# エド・クライン
エド・クライン（Edo Klein, 1981年9月22日 - ）は、クロアチアのバレーボール指導者。

## 来歴
チャコヴェツ出身。
高校まで選手としてプレー。ザグレブ大学を経て、2002年から指導者として活動。
2011年にはHAOKムラドスト・ザグレブ監督に就任。同年は中村かおりが、2012年から2年間は南早希が所属していた。
2017年、Vリーグ準加盟しV・チャレンジリーグIIに参戦するヴォレアス北海道の監督に就任。2017/18シーズンで優勝を果たした。
2018年から始まるV.LEAGUEではS3ライセンスを取得し、V.LEAGUE Division3（V3）に参戦。2018-19シーズンで連覇を果たし、S2ライセンスを取得したためV2に昇格した。
2019-20シーズンはS1ライセンスを取得。準優勝しV・チャレンジマッチ出場権を得たが新型コロナウイルス感染症の影響で中止、翌2020-21シーズンも準優勝したがチャレンジマッチで大分三好ヴァイセアドラーに敗れ、2021-22シーズンはV2初優勝を果たしたがVC長野トライデンツに敗れV1昇格を逃した。
2022-23シーズンでV2連覇を達成し、4度目のチャレンジマッチ出場。大分三好に勝利しチーム創設から6年で初のV1昇格に導いた。

## 指導歴

### クラブチーム
- OKクラティス・ヴァラジュディン男子 コーチ（2002-2006年）
- ヴォレロ・チューリッヒ コーチ（2006-2007年）
- ACHバレー コーチ（2007-2008年）
- アル・アイン コーチ（2008-2009年）
- OKクラティス・ヴァラジュディン男子 監督（2010-2011年）
- HAOKムラドスト・ザグレブ（クロアチア語版） 監督（2011-2016年）
- ZOKノヴォ・メスト 監督（2016-2017年）
- ヴォレアス北海道 監督（2017年-）

### 代表チーム
- アラブ首長国連邦男子代表 コーチ（2006年）
- クロアチア女子代表 コーチ（2007-2009年）
- スロベニア男子代表 コーチ（2009年）
- スロベニア女子代表 コーチ（2009年）
- アラブ首長国連邦男子代表 コーチ（2009年）
- クロアチア女子代表 コーチ（2011-2012年）
- クロアチア男子代表 コーチ（2017年）